# Mohammed V av Marocko
Mohammed V av Marocko, född 10 augusti 1909, död 26 februari 1961, var sultan av Marocko 1927-1953 och kung 1955-1961.

## Biografi

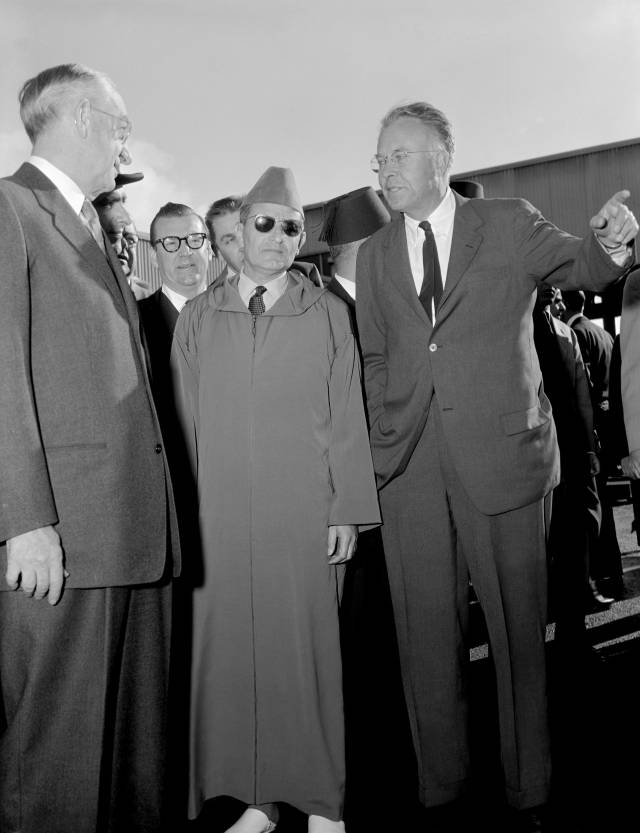
Mohammed V av Marocko besöker Lawrence Livermore National Laboratory i USA 1957

Muhammed V var son till sultan Moulay Youssef och Lalla Yaaqut. Han efterträdde sin far, Moulay Youssef, som sultan 1927. Han avsattes av fransmännen den 20 augusti 1953. Mohammed V och hela hans familj landsförvisades först till Korsika och sedan i januari 1954 till Madagaskar.
1955 återkom familjen till Marocko. Mohammed förklarade Marocko självständigt den 20 mars 1956 och tog titeln "kung". Han avled 1961 på operationsbordet under ett rutinmässigt kirurgiskt ingrepp och efterträddes av sin äldste son, Hassan II.
Mohammed V hade tre hustrur. Han gifte sig 27 oktober 1926 med Lalla Abla bint Tahar, kallad drottningmodern "Oum Sidi" (hustru nr. 2).

## Barn
- Hassan II (1929-1999).
- Lalla Aicha (1930-2011).
- Lalla Malika (1933-2021).
- Moulay Abdullah (1935-1983).
- Lalla Nuhza (1940-1977 -i en bilolycka-).

Hans hustru nr. 1 kom från Lalla Hanila bint Mamoun, och födde en dotter, Lalla Fatima Zohra (1929-2014). Hustru nr. 3, Lalla Bahia bint Antar, tillhörde Berberfolket, och med henne fick han dottern Lalla Amina, som föddes 14 april 1954, under kungafamiljens exil på Madagaskar.